# ديف ديبوشير
ديف ديبوشير (بالإنجليزية: Dave DeBusschere) مواليد 16 أكتوبر 1940 في ديترويت - الوفاة 14 مايو 2003، كان لاعب كرة سلة أمريكي أصبح مدرباً بدأ مسيرته الاحترافية في سنة 1962. تم اختياره من قبل فريق ديترويت بيستونز خلال الدرافت. بلغ طوله 6 قدم 6 بوصة (2.0 م). اعتزل اللعب في 1974. شارك 8 مرات في مباراة كل النجوم. دخل قاعة نايسميث التذكارية لمشاهير كرة السلة.

## روابط خارجية
- ديف ديبوشير على موقع دوري كرة القاعدة الرئيسي (الإنجليزية)
- ديف ديبوشير على موقعبيزبول رفرنس.كوم (الدوري الرئيسي) (الإنجليزية)
- ديف ديبوشير على موقعبيزبول رفرنس.كوم (الدوري الثانوي) (الإنجليزية)
- ديف ديبوشير على موقع جمعية أبحاث البيسبول الأمريكية (الإنجليزية)
- ديف ديبوشير على موقع إي إس بي إن.كوم (أم.أل.بي) (الإنجليزية)
- ديف ديبوشير على موقع مشجعي الرسوم البيانية (الإنجليزية)
- ديف ديبوشير على موقع إن بي أي (الإنجليزية)
- ديف ديبوشير على موقع سبورتس رفرنس (الإنجليزية)
- ديف ديبوشير على موقع إي إس بي إن.كوم (الإنجليزية)
- ديف ديبوشير على موقع كلية كرة السلة في سبورتس رفرنس.كوم (الإنجليزية)